# Urban Mermaid
「Urban Mermaid」（アーバン・マーメイド）は、伊藤由奈の9枚目のシングル。2007年10月24日発売。

## 解説
- アコースティックギタリストの押尾コータローとのコラボレーションとなっている。
- 今作は自身初のシングル2形態発売となっている。初回限定盤（CD+DVD）と通常盤（CDのみ）が存在し、それぞれジャケットが異なる。初回生産限定盤には、初の全国ツアーより3曲を収録した特典DVDが付いている。
- TSUTAYAの店舗またはオンラインショップで初回限定盤を購入すると、先着購入特典としてTSUTAYA RECORDS限定パッケージ「Urban Mermaid CDマガジン」がもらえた。
- 「Urban Mermaid」は同世代の働く女性への応援歌。この曲のプロモーションビデオは150人の女の子と一緒に撮影された。
- 本人曰く、「Colorful」では、もっと自信を持って楽しむイメージ。[1]

## 収録曲

### CD
1. Urban Mermaid
（作詞：ヒワタリスツカ／作曲：田中隼人／編曲：浅田将明）
  - ユニリーバ・ジャパン「LUX Super Rich Shine」CMソング
2. Colorful
（作詞：YOKE・NUTS／作曲・編曲：AKIRA）
  - フジテレビ系『めざましどようび』10 - 12月度テーマソング
3. Mahaloha -Gira Mundo "City Lights at Night" Remix-
（リミックス：Gira Mundo）
4. Urban Mermaid (Instrumental)

### DVD
（from Yuna Ito 1st Live Tour 2007 “HEART” at Zepp Tokyo 2007.05.04）
1. I'm Here
2. WORKAHOLIC
3. Precious -Encore-